# Englische Cricket-Nationalmannschaft in Indien in der Saison 1951/52
Die Tour der englischen Cricket-Nationalmannschaft nach Indien in der Saison 1951/52 fand vom 2. November 1951 bis zum 10. Februar 1952. Die internationale Cricket-Tour war Bestandteil der Internationalen Cricket-Saison 1951/52 und umfasste fünf Tests. Die Serie endete 1–1 unentschieden.

## Vorgeschichte
Für beide Mannschaften war es die erste Tour der Saison.
Das letzte Aufeinandertreffen der beiden Mannschaften bei einer Tour fand in der Saison 1946 in England statt.

## Stadien
Die folgenden Stadien wurden für die Tour als Austragungsort vorgesehen.
| Stadion                   | Stadt    | Kapazität | Spiele  |
| ------------------------- | -------- | --------- | ------- |
| Brabourne Stadium         | Bombay   | 25.000    | 2. Test |
| Feroz Shah Kotla          | Delhi    | 48.000    | 1. Test |
| Eden Gardens              | Kalkutta | 82.000    | 3. Test |
| Green Park Stadium        | Kanpur   | 33.000    | 4. Test |
| M. A. Chidambaram Stadium | Madras   | 46.000    | 5. Test |

## Kaderlisten
Die Mannschaften benannten die folgenden Kader.
| Test | Test |
| Indien | England |
| --- | --- |
| - Hamu Adhikari - Ghulam Ahmed - Lala Amarnath - Nirode Chowdhury - Ramesh Divecha - Coimbatarao Gopinath - Subhash Gupte - Vijay Hazare - Sunil Joshi - Sanjay Manjrekar - Ashok Mankad - M.K. Mantri - Vijay Merchant - Rusi Modi - Mushtaq Ali - C.S. Nayudu - Dattu Phadkar - Pranab Roy - Chandu Sarwate - Khokhan Sen - Sadu Shinde - Ranga Sohoni - Polly Umrigar | - Donald Carr - Tom Graveney - Malcolm Hilton - Nigel Howard - Don Kenyon - Eddie Leadbeater - Frank Lowson - Cyril Poole - Fred Ridgway - Jack Robertson - Derek Shackleton - Dick Spooner - Brian Statham - Roy Tattersall - Allan Watkins |

## Tests

### Erster Test in Delhi
| 2. – 7. November Scorecard | Delhi | England 203 (102.3) & 368-6 (221) | – | Indien 418-6d (175) |
|                            |       | Remis                             |   |                     |

### Zweiter Test in Mumbai
| 14. – 19. Dezember Scorecard | Mumbai (BS) | Indien 485-9d (139) & 208 (83.1) | – | England 456 (207.1) & 55-2 (36) |
|                              |             | Remis                            |   |                                 |

### Dritter Test in Kalkutta
| 30. Dezember – 4. Januar Scorecard | Kalkutta | England 342 (159.5) & 252-5d (120) | – | Indien 344 (149.1) & 103-0 (29) |
|                                    |          | Remis                              |   |                                 |

### Vierter Test in Kanpur
| 12. – 14. Januar Scorecard | Kanpur | Indien 121 (61.5) & 157 (66.5) | – | England 203 (95.1) & 76-2 (19.2) |
|                            |        | England gewinnt mit 8 Wickets  |   |                                  |

### Fünfter Test in Madras
| 6. – 10. Februar Scorecard | Madras | England 266 (121.5) & 183 (75.5) | – | Indien 457-9d (153) |
|                            |        | Indien gewinnt mit 8 Runs        |   |                     |